# Christian August Printz

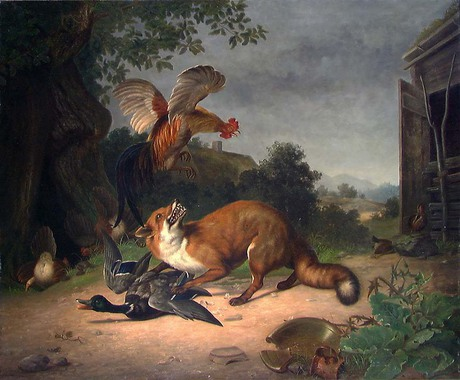
Christian August Printz, Räven i hönsgården.

Christian August Printz, född den 1 april 1819 i Fredrikshald, död den 13 februari 1867 i Eidsberg, var en norsk målare. 
Printz studerade i Düsseldorf och målade huvudsakligen bilder ur djurlivet. Nationalgalleriet i Oslo äger av honom Räven i hönsgården. 